# Cooper (Automarke)
Cooper war eine brasilianische Automarke.

## Markengeschichte
Das Unternehmen Pimenta Indústria e Comércio de Veículo em Fiberglass aus Rio de Janeiro begann 1983 mit der Produktion von Automobilen und Kit Cars. Der Markenname lautete Cooper.
Später setzte Gerbauto aus dem gleichen Ort die Produktion fort. Es ist nicht bekannt, wann die Produktion endete.

## Fahrzeuge
Das einzige Modell war ein VW-Buggy. Die Basis bildete ein Fahrgestell von Volkswagen do Brasil, das erheblich auf 154 cm gekürzt wurde. Darauf wurde eine offene zweisitzige Karosserie aus Fiberglas montiert. Das Fahrzeug war 253 cm lang, 155 cm breit und wog 457 kg. Verschiedene luftgekühlte Vierzylinder-Boxermotoren von VW mit 1300 cm³ Hubraum und 1600 cm³ Hubraum trieben die Fahrzeuge an.
Andere Hersteller wie Britz kopierten das Konzept des extrem kurzen VW-Buggies.